# Jorge Peña Hen
Jorge Washington Peña Hen (Santiago, 16 de enero de 1928-La Serena, 16 de octubre de 1973) fue un músico, compositor y gestor cultural chileno, fundador de la primera orquesta sinfónica infantil de Latinoamérica. En 1973 fue ejecutado por el Ejército de Chile como parte del paso de la llamada Caravana de la Muerte por la Región de Coquimbo, luego del golpe de Estado de Augusto Pinochet contra el gobierno de Salvador Allende.

## Primeros años
Fue hijo de Tomás Peña Fernández, médico, alcalde, regidor, actor social y político socialista, y de Vitalia Hen Muñoz. Por su lado paterno fue descendiente de Tomás Peña, prócer de la Sociedad de artesanos de La Serena y del regionalismo revolucionario, y de José Antonio Peña, comandante de la Legión Huasquina que luchó en el ejército de Pedro León Gallo y murió en la Batalla de Los Loros de 1859.
Jorge fue el mayor de tres hermanos. Desde temprana edad demostró su talento de compositor, escribiendo su primera pieza musical a los catorce años. A los 19 años de edad, al interior de la Universidad de Chile fundó, junto a Gustavo Becerra, Alfonso Castagnetto y Sergio Canut de Bon, la revista universitaria de difusión cultural Psalterium.
Al terminar sus estudios de piano y viola, entró al Conservatorio Nacional a estudiar composición y dirección orquestal en Santiago. Paralelamente, se desempeñó como presidente del centro de alumnos e introdujo reformas en beneficio de la música y el arte.

## Trayectoria profesional

### Difusión musical y enseñanza
En el año 1950 se instaló en la ciudad de La Serena; un año más tarde contrajo matrimonio con la pianista Nella Camarda. Tuvo dos hijos.
Su trabajo en enseñanza y difusión cultural y musical se desarrolló en La Serena. Allí creó la Sociedad Bach de La Serena en 1950 para fomentar la vida musical de la zona y la Orquesta Filarmónica de La Serena en 1959. Para celebrar los diez años de aniversario de esta sociedad, dirigió en La Serena la "Pasión según San Mateo" de Bach, interpretada por primera vez en Chile.
Además, fue precursor de la creación del Conservatorio regional de La Serena en 1956, primera repartición de la Universidad de Chile en provincia. Fue un gran difusor de la música y la cultura en la actual región de Coquimbo, transformando a la ciudad de La Serena en un centro musical y cultural de la época. Motivó conciertos en teatros, colegios y al aire libre, festivales de coros, giras musicales, encuentros musicales latinoamericanos, y los "Retablos de Navidad" que espectáculos multitudinarios en que participaba toda la ciudad. También participó del desarrollo del Cuerpo de Danza y del Departamento de Artes Escénicas del conservatorio regional.
En 1964 creó la primera orquesta sinfónica infantil de Chile y Latinoamérica. También organizó los primeros conjuntos instrumentales de niños hasta fundar la Escuela Experimental de Música de La Serena, de carácter estatal y gratuita. Ese proyecto, que fue rubricado por un decreto ministerial especial en 1965, permitió integrar la enseñanza y práctica colectiva de la música al plan curricular nacional desde el cuarto año básico hasta concluir el liceo.

Todos los niños tienen capacidades y talentos, solo hay que entregarles las herramientas para desarrollarlas.
Jorge Peña Hen.

### Compositor
Su obra como compositor comenzó desde muy joven. A los 21 años ganó el Premio Caupolicán por la música de la película chilena Río Abajo.
Compuso concierto para piano y orquesta, Cuarteto (premiado), Suite de Cuerdas, múltiples adaptaciones y arreglos de grandes compositores, para los niños, música sinfónica, coral, incidental, para piano, para Retablos de Navidad, la ópera infantil La Cenicienta, seleccionada mundialmente y puesta en escena por Fondazione Teatro La Fenice de Venecia en 2005.

### Obras compuestas
Compuso Chanson d’automme, para coro y orquesta y Concierto para piano y orquesta en do menor, ambas piezas a la edad de 16 años. Compuso además, Concertino para violín y orquesta de niños, Concertino para piano y orquesta de niños, la opera infantil La Cenicienta, Cuarteto para cuerdas, dos piezas para Quinteto de vientos, Sonata para violín y piano, Tonada para orquesta, música para ballet La coronación, ciclo de canciones para barítono y orquesta, Canciones de Montepatria, música incidental para las películas: Río Abajo, Tierra Fecunda y El Salitre, música para ocho Retablos de Navidad, entre otras obras.
Realizó innumerables orquestaciones y adaptaciones de obras para sus niños músicos siendo una de las más célebres y emblemáticas “La Juguetería” de Próspero Bisquertt.

## Golpe de Estado de 1973 y ejecución
En septiembre de 1973, poco después del golpe militar de Augusto Pinochet, fue acusado de internar armas en los estuches de los violines de los niños. Peña Hen fue tomado prisionero e incomunicado en la cárcel de La Serena, acusado de internar armas y realizar instrucción paramilitar, denunciado por personas que trabajaron con él. Fue detenido por funcionarios de Carabineros de La Serena, trasladado a la comisaría y luego a la cárcel de esa ciudad, recinto en el cual fue visitado por su familia. Durante sus días de incomunicación, compuso una melodía en un pequeño trozo de papel, que escribió con palos de fósforo quemados. Luego entregó a su madre la pluma con que había escrito su música, para ser reparada y permitirle continuar escribiendo con ella una vez en libertad.

### Caravana de la Muerte
El 16 de octubre de 1973, a la edad de 45 años y en plena facultad de sus capacidades, con el pretexto de cumplir un último interrogatorio para salir en libertad y sin tener cargo alguno en su contra, fue trasladado a las 12:34 h desde la cárcel de La Serena por una patrulla militar a cargo del teniente Marcelo Moren Brito, junto a los detenidos políticos Mario Ramírez y Marcos Barrantes, hasta el Regimiento Arica de La Serena, donde fue interrogado por horas y luego baleado en el cráneo, el mentón y ametrallado por la espalda, según Certificado de Defunción del Registro Civil e Identificación de Chile con Circunscripción Independencia, N.º de Inscripción 3632, Registro 52, emitido el 11 de diciembre de 1988. 
Fue ejecutado junto a otras 14 personas.

"Se informa a la ciudadanía que hoy 16 de octubre a las 16:00 horas fueron ejecutadas las siguientes personas conforme a lo dispuesto por los Tribunales Militares en tiempos de Guerra...".
Respecto de Mario Ramírez, Jorge Peña, Marcos Barrantes, y Jorge Osorio, se dijo que: "habían participado en la adquisición y distribución de armas de fuego y en actividades de instrucción y organización paramilitar con fines de atentar contra las Fuerzas Armadas y Carabineros y de personas de la zona".
Respecto de Oscar Aedo Herrera, Víctor Escobar, José Araya y Jorge Contreras, se dijo que: "formaban parte de una agrupación terrorista que tenía planificado para el 17 de septiembre apoderarse del Cuartel de Carabineros de Salamanca, matar al personal y a los hijos de estos mayores de 8 años, además de eliminar físicamente a un grupo de personas de la ciudad que alcanzaba un número de 30, la nómina no es del caso dar a conocer por razones obvias".
Respecto de Hipólito Cortés Álvarez, Jorge Jordán, Gabriel Vergara, Oscar Cortés, se dijo que habían: "ocultado bajo tierra una gran cantidad de quince armas, abundante munición, explosivos, con la intención de atacar a Carabineros de Ovalle el día 17 de septiembre".  Se señaló, además, que habían "participado como instructores de guerrillas en la zona".
Respecto de Carlos Alcayaga, se señaló que había sido fusilado por: "sustraer explosivos a viva fuerza desde el polvorín de la mina Contador, en Vicuña, el día 11 de septiembre de 1973, explosivo que le fue encontrado oculto bajo tierra y listo para ser usado" y que "era Instructor de manejo de explosivos en una Escuela de Guerrilleros que funcionaba en Vicuña".
Respecto de Manuel Marcarian, se dijo que fue ejecutado por: "haberle encontrado explosivos para asaltar el Cuartel de la Subcomisaría de Los Vilos, haciendo caso omiso de los Bandos y de las advertencias hechas personalmente por Carabineros".
Respecto de Roberto Guzmán, se dijo que su ejecución fue: "por incitar a los mineros del Campamento de Desvío Norte y sus alrededores a apoderarse de los polvorines y oponer resistencia armada a la Junta de Gobierno".
Jefatura de la Plaza Militar de la Serena 16 de octubre de 1973. 

En junio de 1999, el juez Guzmán Tapia ordenó la detención de cinco oficiales militares retirados - incluido un general - por su participación en la Caravana de la Muerte. En marzo de 2006, el juez Víctor Montiglio ordenó el arresto de trece ex oficiales del Ejército por su participación en los asesinatos bajo cargos de homicidio. El 17 de julio de 2006, la Corte Suprema de Chile despojó de su fuero como expresidente a Pinochet por su presunta implicación en el caso, revirtiendo una resolución anterior. Finalmente, el 28 de noviembre de 2006, el juez Víctor Montiglio procesó al exdictador Augusto Pinochet por el caso y ordenó su arresto domiciliario
El responsable de la ejecución por fusilamiento de Peña, el general Sergio Arellano Stark, eludió la cárcel aduciendo demencia.

### Informe de la Comisión Rettig
El caso de Jorge Peña Hen aparece en el Informe de Verdad y Reconciliación. Jorge Peña Hen dejó dos hijos, María Fedora y Juan Cristián.

## Legado
Jorge Peña Hen fue nombrado hijo Ilustre de La Serena. Es miembro de número del Instituto de Bellas Artes de Chile y una de las víctimas emblemáticas de los atropellos a los Derechos Humanos durante la Dictadura Cívico-Militar en su país. Su trabajo convirtió a la ciudad de La Serena en faro musical de Chile y cuna de las orquestas infantiles y juveniles en América Latina. 
Su Plan Docente Musical, que dio origen a las Orquestas Infantiles y Juveniles en Chile y América Latina, está inscrito en la Unicef, como Plan para la Erradicación de la Pobreza; esto fue reconocido durante el gobierno de Ricardo Lagos, cuando la entonces primera dama, Luisa Durán, impulsó la creación de la Fundación de Orquestas Juveniles e Infantiles de Chile. La de la Serena es la Orquesta Sinfónica Juvenil Jorge Peña Hen.
La conmemoración del Día de la Música de 2009 en Chile estuvo dedicado a Jorge Peña Hen, por lo que se desarrollaron conciertos en su memoria a lo largo de Chile, como La Serena, Santiago y Talca.